# Palazzo delle Assicurazioni Generali

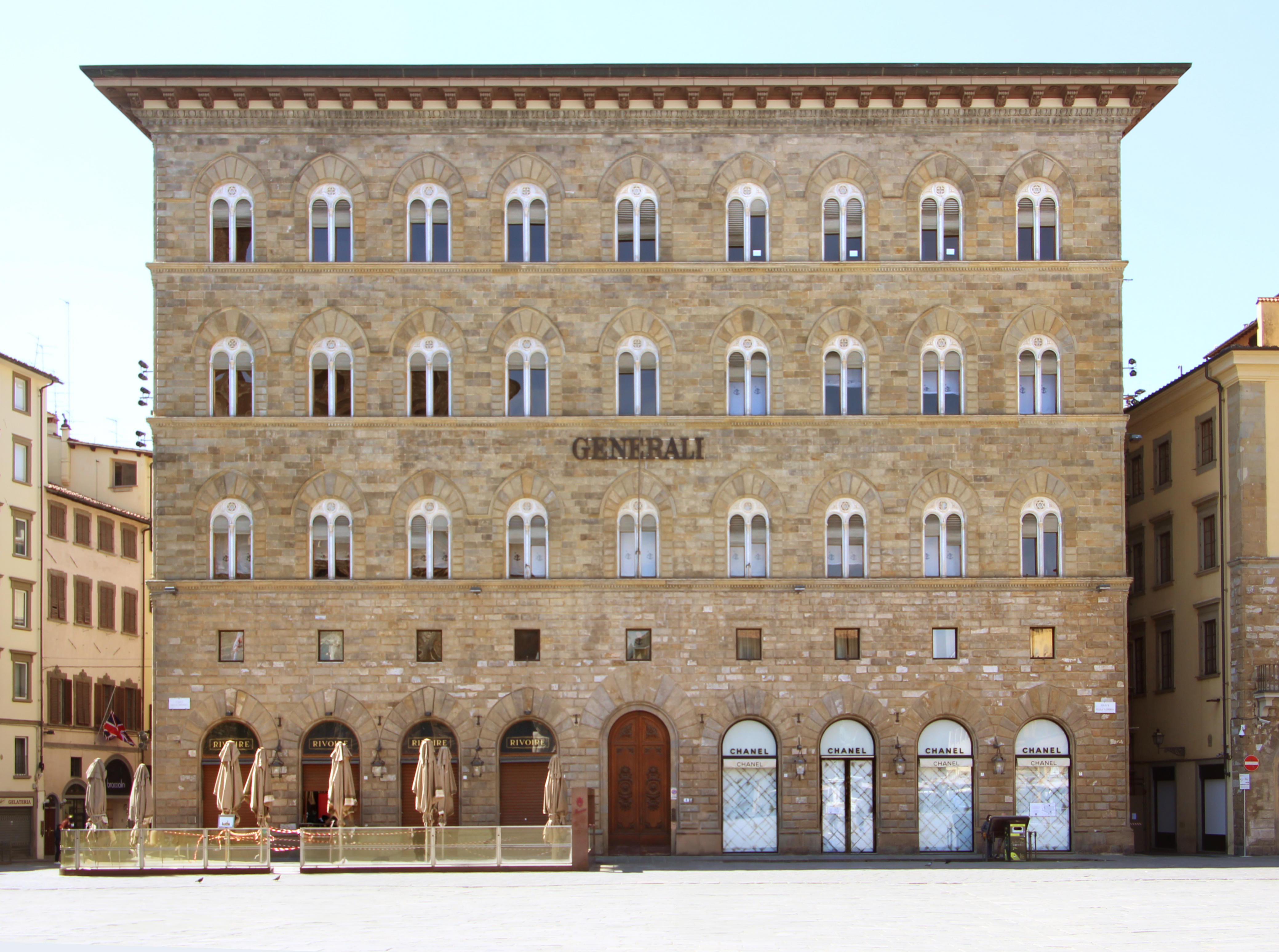
O Palazzo delle Assicurazioni Generali na Piazza della Signoria.

O Palazzo delle Assicurazioni Generali foi o último grande edifício construído na Piazza della Signoria, em Florença.

## História e Arquitectura
Antes da construção do edifício, em 1871, segundo um projecto do arquitecto Landi, no lugar deste palácio encontrava-se a célebre Loggia dei Pisani, onde a Arte del Cambio tinha a sua sede desde 1352, e a igreja de Santa Cecília.
O edifício, em formas típicas do primeiro Renascimento florentino, repercute com pouca originalidade as formas dos palácios das grandes famílias florentinas, em particular as dos Palazzo Medici Riccardi, Palazzo Strozzi e Palazzo Gondi, renunciando, todavia, aos típicos zoccoli dispostos em assento contínuo, para abrir, pelo contrário, uma série contínua de arcos nos quais estão instalados grandes estabelecimentos comerciais, entre os quais o célebre bar Rivoire. Para aumentar a disponibilidade de espaço útil, apresenta quatro andares no lugar dos três tradicionais. Outro significativo desvio dos modelos inspiradores é o facto de ser realizado em pietra serena em vez de na tradicional pietraforte.

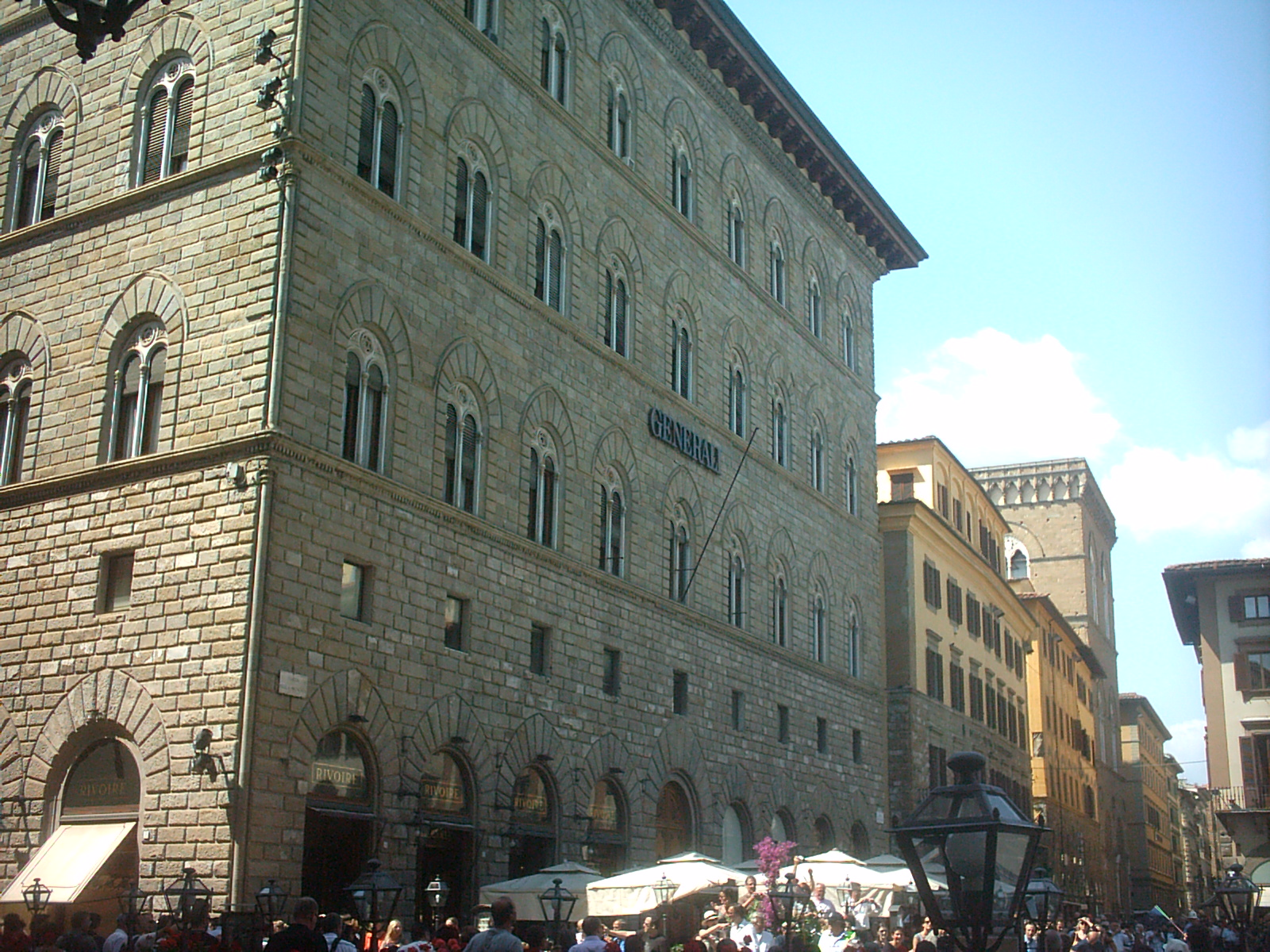
Vista da fachada.

Desde o início da sua construção, o edifício não tinha fins habitacionais, destinando-se somente a acolher os escritórios locais da companhia de seguros Generali, fundada em Trieste no ano de 1831. Fas parte de uma série de edifícios construídos com o mesmo objectivo nas maiores cidades italianas. Na segunda metade do século XIX, a Assicurazioni Generali (Companhia de Seguros Generali, chamada abreviadamente de Generali) encontrava-se em forte expansão tanto na Itália como no resto da Europa.

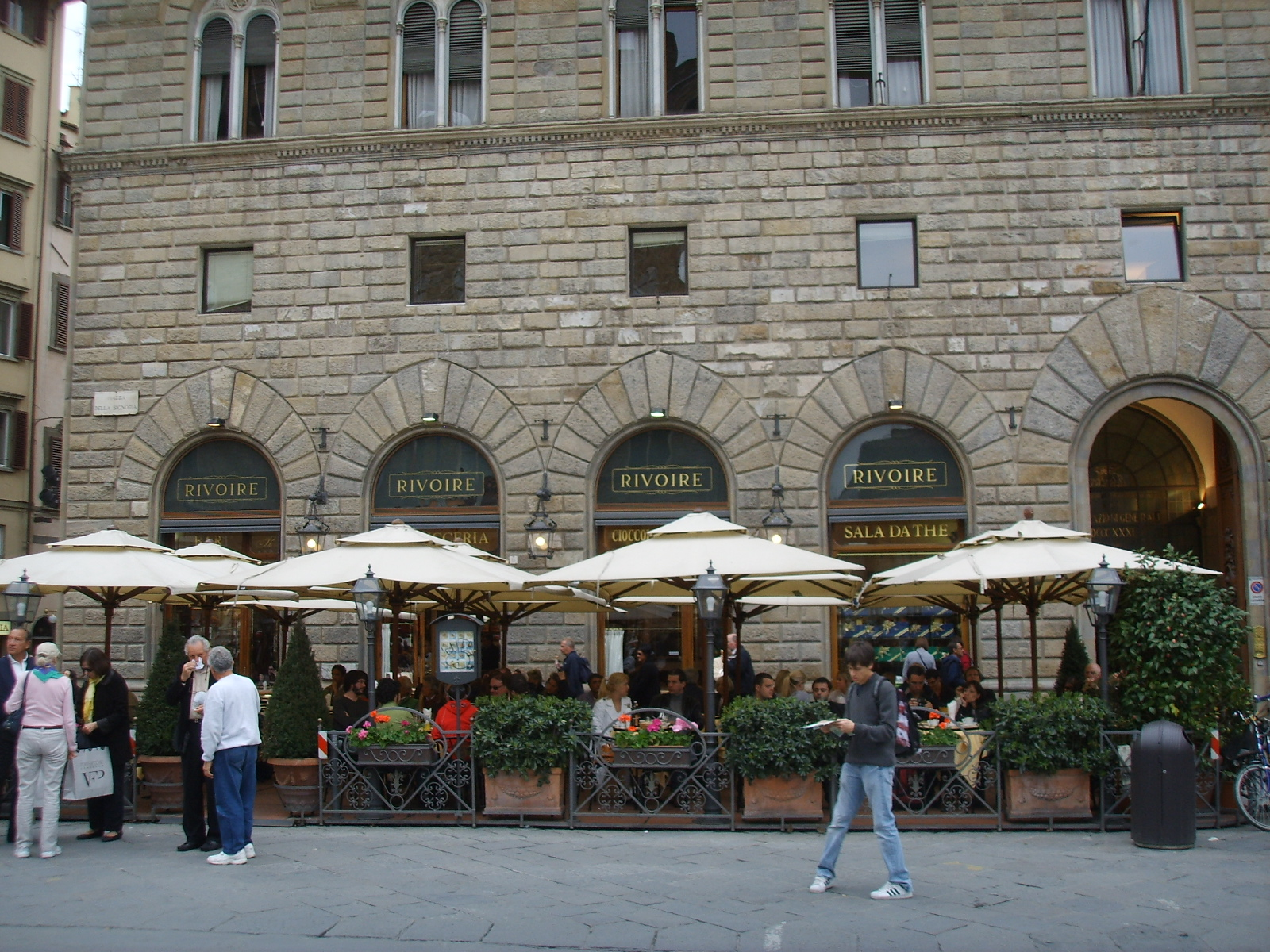
O célebre bar Rivoire, instalado no Palazzo delle Assicurazioni Generali.

Geralmente, a arquitectura dos escritórios era estudada para se harmonizar com os edifícios circundantes, especialmente quando, por razões de prestígio, os edifícios iam ser erguidos em contextos urbanísticos de fama mundial. Por exemplo, em Roma o edifício é uma cópia do palácio que o enfrenta, o Palazzo Venezia. No entanto, este cria a impressão errada de que a 'Piazza Venezia teria sido concebida como uma praça simétrica como a vizinha Piazza del Campidoglio. Em Milão, o palácio foi construído num estilo típico do século XIX que faz forte eco do estilo barroco.
No edfício florentino, a perfeita simetria do edifício e a sua massa tornam-no imediatamente evidente, apesar da tentativa de harmonizar-se com os edifícios circundantes bem mais antigos.

## Literatura
em inglês
- Lord, Maria. Insight City Guide, Florence. Singapore: